# Каменець (Ямбольська область)
Ка́менець (болг. Каменец) — село в Ямбольській області Болгарії. Входить до складу общини Стралджа.

## Населення
За даними перепису населення 2011 року у селі проживали 425 осіб.
Національний склад населення села:
| Національність   | Кількість осіб | Відсоток |
| ---------------- | -------------- | -------- |
| болгари          | 395            | 92,9%    |
| цигани           | 24             | 5,6%     |
| турки            | 0              | 0%       |
| інша             | 6              | 1,4%     |
| не визначились   | 0              | 0%       |
| Всього відповіли | 425            |          |

Розподіл населення за віком у 2011 році:
Динаміка населення: